# Jaora
Jaora là một thành phố và khu đô thị của quận Ratlam thuộc bang Madhya Pradesh, Ấn Độ.

## Địa lý
Jaora có vị trí 23°38′B 75°08′Đ / 23,63°B 75,13°Đ Nó có độ cao trung bình là 459 mét (1505 feet).

## Nhân khẩu
Theo điều tra dân số năm 2001 của Ấn Độ, Jaora có dân số 63.736 người. Phái nam chiếm 51% tổng số dân và phái nữ chiếm 49%. Jaora có tỷ lệ 62% biết đọc biết viết, cao hơn tỷ lệ trung bình toàn quốc là 59,5%: tỷ lệ cho phái nam là 70%, và tỷ lệ cho phái nữ là 54%. Tại Jaora, 16% dân số nhỏ hơn 6 tuổi.